# Cataclasita
Cataclasita es una roca de falla cohesiva y metamórfica no foliada, formada por cataclasis y compuesta por fragmentos angulares de tamaño variable, inmerso en una matriz de grano más fino de composición similar que comprende más del 10 % de matriz (granos menos de 0,1 mm de diámetro). Las cataclasitas son típicas de la cizalladura mecánica en fallas de la corteza superior, predominantemente por procesos de deformación frágil, como microgrietas y abrasión. Las cataclasitas pueden tener foliación, desarrolladas a través del flujo cataclástico. En la corteza inferior dúctil, en lugar de frágil, predomina la deformación. Las cataclasitas a menudo se mineralizan debido al flujo de fluido a lo largo de las zonas de falla.

## Tipos de cataclasitas
Cataclasita se puede subdividir según la proporción relativa de matriz de grano más fino en protocataclasita, mesocataclasita y ultracataclasita:
Protocataclasita: una cataclasita en la que la matriz forma del 10 - 50% del volumen de roca.
Mesocataclasita: una cataclasita en la que la matriz forma más del 50% y menos del 90% del volumen de roca.
Ultracataclasita: una cataclasita en la que la matriz forma más del 90% del volumen de la roca.
La cataclasita se diferencia de la brecha de falla, que es una roca cataclástica en la que más del 30% de los fragmentos visibles son granos de tamaño medio a grueso (más de 2 mm de diámetro). La cataclasita se distingue de la milonita, que es otro tipo de roca de falla incohesiva, formada en el campo dúctil de la corteza, rica en arcilla de grano fino a ultrafino, que puede poseer esquistosidad y contiene menos del 30% de fragmentos visibles. Clastos líticos pueden estar presentes. La pseudotaquilita es un material de aspecto vítreo de grano ultrafino, generalmente de apariencia negra, que se presenta como venas planas delgadas, venas de inyección o como una matriz de pseudoconglomerados o brechas, que llena las fracturas de dilatación en la roca huésped.
Estos parámetros de clasificación identifican las características distintivas de las cataclasitas, pero cualquier roca de falla que se haya formado por medio de mecanismos de deformación frágil que contengan piezas del tipo de roca fracturada preexistente se denomina por lo general cataclasitas. Cataclasita se diferencia de la milonita, otro tipo de roca de falla, que se clasifica por la presencia de una esquistosidad formada a través de procesos de deformación dúctil.
Cataclasita frecuentemente carecen de un tejido orientado, algunas  están foliadas. Pero según el esquema de clasificación de Sibson de 1975, estos se clasificarían como milonitas aunque, a través de experimentos, se demostró que algunos mecanismos cataclásticos pueden formar cataclasitas con una foliación orientada únicamente debido a la deformación frágil. En una modificación a las definiciones originales, la roca fallada foliada todavía se consideraría una cataclasita porque fue creada por mecanismos cataclásticos.

## Formación

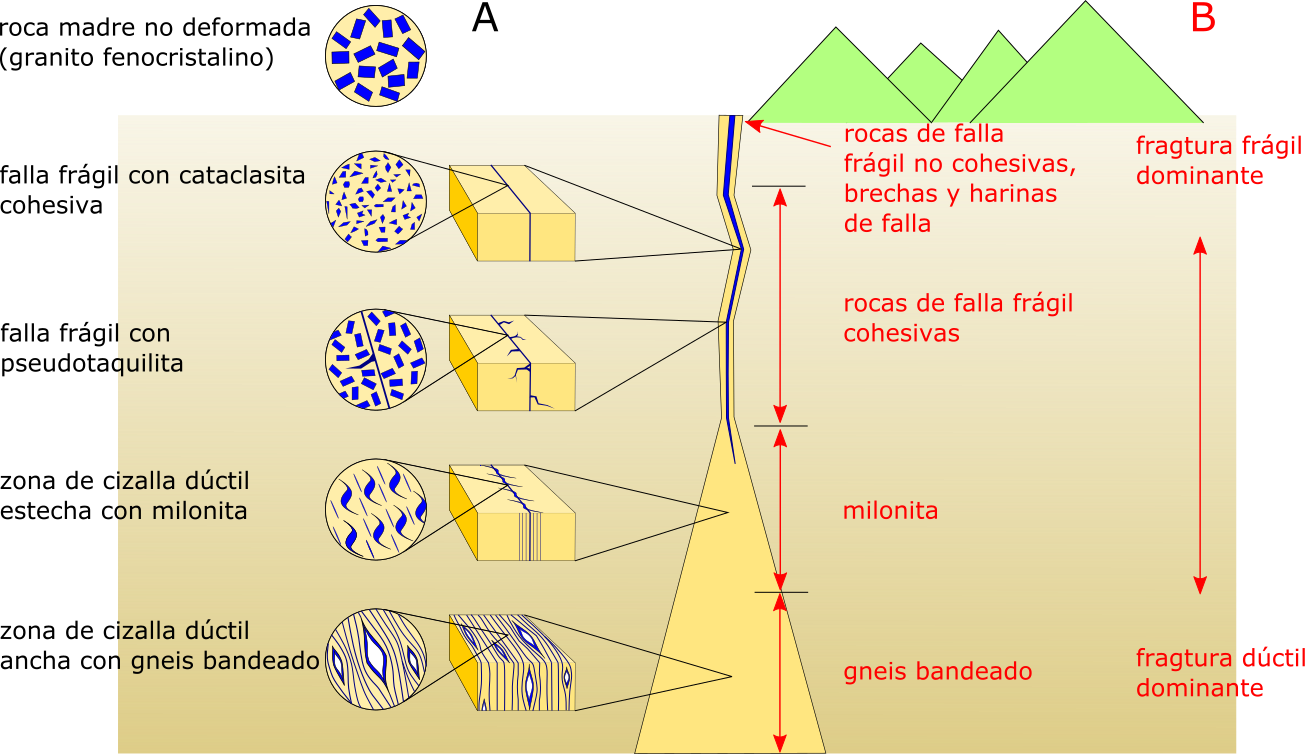
Distribución de los principales tipos de rocas de falla en la profundidad de la corteza. A) Diagrama esquemático de cuatro rocas de falla típica (sin escala) y la geometría local de la zona de corte en un bloque de 1 m de ancho, tal como se desarrollaría a partir de un granito fenocristalino. Las zonas de corte inclinadas (normales o inversas) muestran una distribución similar de rocas de falla y geometría de la zona de corte en la profundidad de la corteza. B) Sección transversal esquemática a través de una zona de cizallamiento transcurrente. La zona puede ensancharse y se producen cambios en la geometría y el tipo dominante de roca de falla al aumentar la profundidad y el grado metamórfico.

Las cataclasitas se forman por medio de un proceso de molienda, que es una trituración progresiva de los granos y agregados minerales. Las cataclasitas también pueden darse como resultado del deslizamiento por fricción y rotación de granos durante el movimiento de la falla. Esta molienda, junto con el deslizamiento por fricción y rotación de granos, se conoce como cataclasis.
La cataclasis puede permitir que una roca fluya macroscópicamente sobre una amplia zona frágil en la corteza. Este flujo macroscópico, debido a la combinación de mecanismos de deformación frágil, puede denominarse flujo cataclástico.

### Configuración
Muchas fallas cerca de la superficie terrestre son frágiles y muestran evidencia de deformación a baja temperatura. A bajas temperaturas, no hay suficiente energía para que los granos de cristal se deformen plásticamente, por lo que cada grano se fractura en lugar de alargarse o recristalizarse. En estos sistemas, las cataclasitas tendrían más posibilidades de formarse que las milonitas, lo que requeriría una deformación plástica cristalina. Debido a que el cuarzo es el principal mineral en muchas rocas en el ámbito del régimen frágil de la corteza, la transición frágil-dúctil para el cuarzo puede ser una buena indicación de dónde se formarían las cataclasitas antes de que la deformación dúctil desempeñe su papel. Esto normalmente se refiere a una profundidad de 10 a 12 km de la superficie de la corteza continental.